# 山柳科
山柳科也叫桤叶树科包括两属约30余种，主要分布在亚洲和美洲的温带和热带地区，以前的分类认为只有一属，根据基因分析，认为以前划入翅萼树科的Purdiaea属应该属于山柳科。中国只有一属约20余种。